# Yamaha V9938

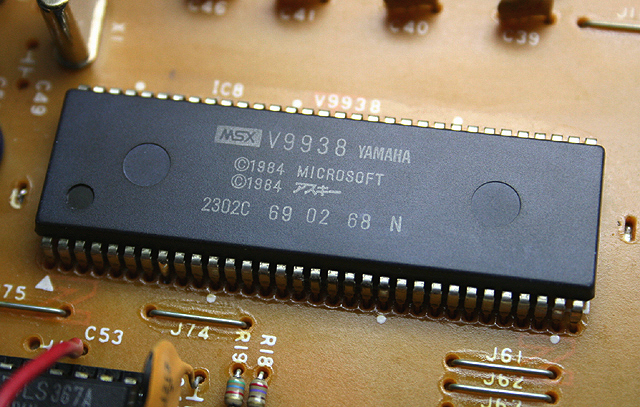
Lo Yamaha V9938 in un home computer MSX 2

Lo Yamaha V9938 è un Video Display Controller (VDC) che è stato utilizzato nel Geneve 9640, un computer su singola scheda usato come espansione per il TI-99/4A, e negli home computer MSX2.
Lo Yamaha V9938, noto anche come MSX-Video o VDP (Video Display Processor), è il successore del Texas Instruments TMS9918, usato nei computer MSX1 ed in altri sistemi. Il V9938 è stato sostituito dallo Yamaha V9958.

## Caratteristiche tecniche
- VRAM: da 64 a 192 kB
- Modalità testuali: 80×24, 40×24 e 32×24
- Risoluzione: 512×212 (16 colori da una tavolozza di 512) , 256×212 (16 colori da 512) e 256×212 (256 colori)
- Sprite: 32, a 16 colori, solo 8 per linea orizzontale
- Accelerazione hardware per le operazioni grafiche di copiatura, riempimento, tracciamento di linee, ecc. Disponibili anche operazioni logiche.
- Interlacciamento per raddoppiare la risoluzione verticale
- Registro per lo scorrimento verticale

### Specifiche dettagliate[2]
- VRAM: 128 kB
  - Opzionalmente 64 kB: in questo caso le modalità grafiche G6 e G7 non sono disponibili (vedi sotto)
  - Opzionalmente 192 kB: i 64 kB di VRAM in più sono gestiti come memoria estesa, disponibile solo come buffer per lo sfondo delle modalità G4 e G5
- Clock: 21 MHz
- Frequenza del segnale video in uscita: 15 kHz
- Sprite: 32, a 16 colori (1 per linea), solo 8 sprite per linea orizzontale
- Accelerazione hardware per le operazioni grafiche di copiatura, riempimento, tracciamento di linee, ecc. cono o senza operazioni logiche.
- Registro per lo scorrimento verticale
- Capace di gestire la sovraimpressione e la digitalizzazione delle immagini
- Supporto per le penne ottiche e i mouse
- Risoluzioni:
  - Orizzontale: 256 o 512
  - Verticale: 192, 212, 384 (interlacciata) o 424 (interlacciata)
- Modi cromatici:
  - Tavolozza RGB: 16 colori da 512
  - Immagine RGB statica: 256 colori
- Modalità video
  - Modalità testuali:
    - T1: 40×24 caratteri, 2 colori (da una tavolozza di 512)
    - T2: 80×24 caratteri, 4 colori (da una tavolozza di 512)
    - Tutte le modalità testuali possono anche avere 26,5 righe.

  - Modalità grafiche con motivi di riempimento:
    - G1: 256×192 con 16 colori dalla tavolozza ed 1 tabella di motivi di riempimento 8×8 pixel
    - G2: 256×192 con 16 colori dalla tavolozza e 3 tabelle di motivi di riempimento 8×8 pixel
    - G3: 256×192 con 16 colori dalla tavolozza e 3 tabelle di motivi di riempimento 8×8 pixel
    - MC: 64×48 con 16 colori dalla tavolozza e 2 tabelle di motivi di riempimento 8×8 pixel
    - Tutte le modalità con 192 linee possono avere anche 212 linee (la modalità MC può averne 53)

  - Modalità grafiche bitmap:
    - G4: 256×212 con 16 colori dalla tavolozza
    - G5: 512×212 con 4 colori dalla tavolozza
    - G6: 512×212 con 16 colori dalla tavolozza
    - G7: 256×212 con 256 colori
    - Tutte le modalità con 212 linee possono averne 192 (la modalità MC può averne 53)
    - Tutte le modalità possono avere la risoluzione verticale raddoppiata con l'interlacciamento

## Terminologia specifica dei computer MSX
Sui computer MSX le modalità grafiche sono spesso indicate con i numeri a loro assegnate in MSX BASIC:
| Modalità base         | Modalità VDP | Sistemi MSX |
| --------------------- | ------------ | ----------- |
| Screen 0 (40 colonne) | T1           | MSX 1       |
| Screen 0 (80 colonne) | T2           | MSX 2       |
| Screen 1              | G1           | MSX 1       |
| Screen 2              | G2           | MSX 1       |
| Screen 3              | MC           | MSX 1       |
| Screen 4              | G3           | MSX 2       |
| Screen 5              | G4           | MSX 2       |
| Screen 6              | G5           | MSX 2       |
| Screen 7              | G6           | MSX 2       |
| Screen 8              | G7           | MSX 2       |